# Marine nationale du Cameroun
La Marina militare del Camerun (in francese Marine nationale du Cameroun, in inglese Cameroon Navy), è la componente navale delle forze armate dello Stato africano del Camerun.
Creata con l'assistenza della Francia poco dopo la proclamazione dell'indipendenza della nazione, la Marina camerunese è rimasta fin da allora una forza piccola e poco sviluppata, disponendo solo di unità da impiego costiero per la sorveglianza del pur ampio sbocco al mare nel Golfo di Guinea, della rete fluviale interna e dell'accesso al bacino del lago Ciad.

## Storia

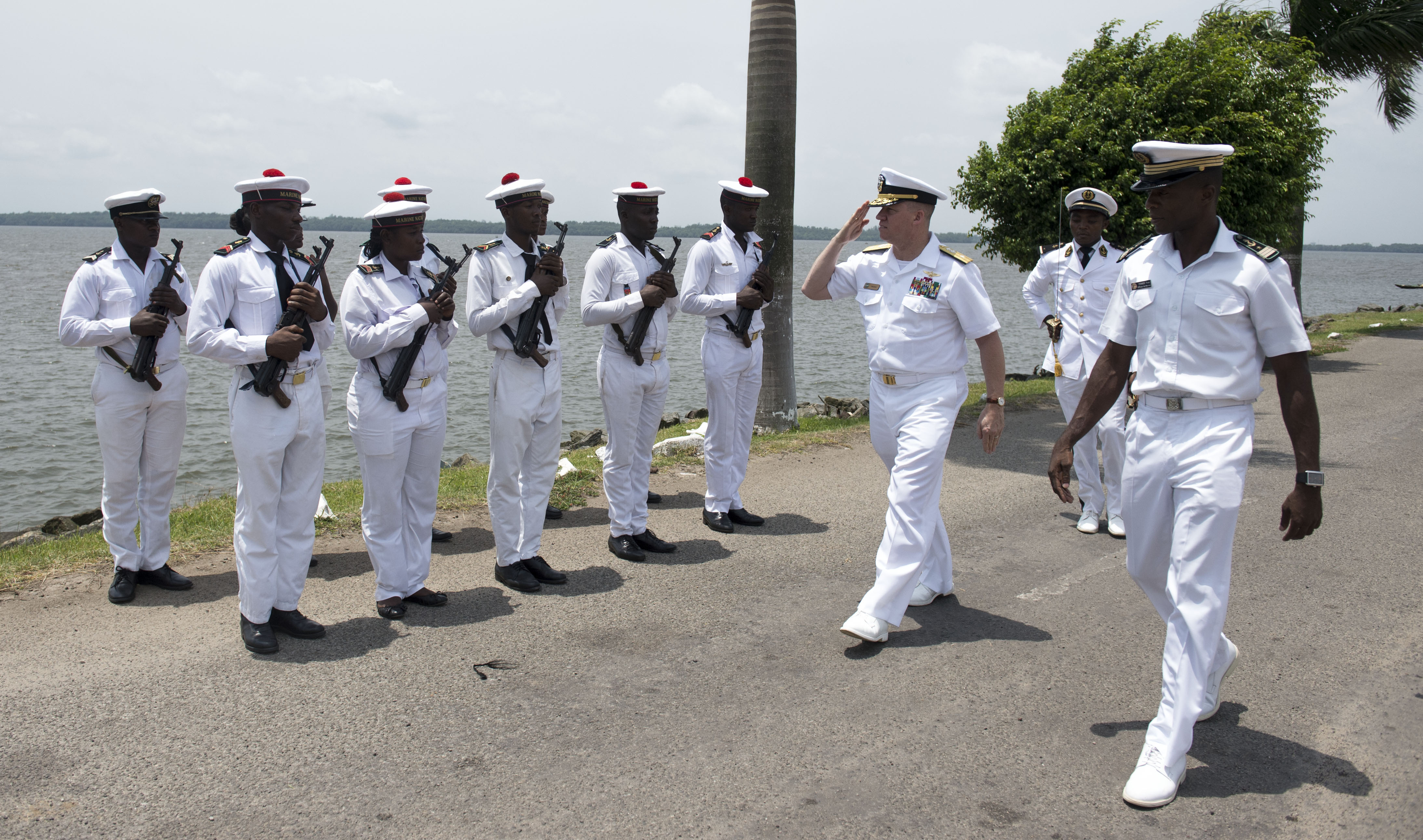
Una guardia d'onore di marinai camerunesi schierata nel 2012

Il Camerun francese ottenne pacificamente l'indipendenza il 1º gennaio 1960, costituendosi come Repubblica del Camerun; i rapporti con l'ex potenza coloniale della Francia si mantennero cordiali, e i francesi si adoperarono quindi per organizzare ed equipaggiare le locali Forces Armées Camerounaises. Con una linea costiera affacciata sul Golfo di Guinea lunga 402 chilometri, una zona economica esclusiva estesa per 17000 km² nonché ampie vie fluviali interne e un ristretto accesso al bacino del lago Ciad a nord, le forze armate camerunesi attivarono una piccola componente navale all'inizio del 1961: comandata da un ufficiale francese fino al 1974, entro i primi anni 1970 la forza era cresciuta fino a un organico di 600 effettivi e 18 imbarcazioni leggere fornite dalla Francia, principalmente motovedette e piccoli mezzi anfibi da impiego costiero e fluviale oltre a un guardacoste da 100 tonnellate di dislocamento. Base principale era il porto di Douala.
I contati con la Francia rimasero stabili nonostante il presidente Ahmadou Ahidjo avesse imposto sul paese un regime di stampo autoritario, e nel 1976 i cantieri francesi fornirono alla Marine du Cameroun la sua prima unità di qualche valore bellico, il pattugliatore L'Audacieux da 250 tonnellate di dislocamento armato con un cannone Bofors 40 mm; nello stesso periodo furono però stabiliti i primi contatti di collaborazione militare tra Camerun e Cina, con Pechino che fornì alle forze navali camerunesi due cannoniere della classe Shanghai armate con mitragliere da 37 e 25 mm. Nei primi anni 1980 il Camerun dovette fronteggiare alcune dispute territoriali con il suo vicino occidentale, la Nigeria: il contenzioso, sfociato in sporadici scontri armati tra le opposte forze, riguardò inizialmente il possesso della penisola di Bakassi lungo la costa del Golfo di Guinea, ma si estese anche alla regione del lago Ciad più a nord. L'aumento delle tensioni militari portò a un rafforzamento delle forze armate camerunesi, di cui si giovò anche la piccola marina locale: dalla ditta statunitense Swiftships furono acquistate una trentina di moderne motovedette fluviali con scafo in alluminio, mentre nel 1983 la Francia fornì la motocannoniera missilistica Bakassi, un'unità di moderna costruzione da 310 tonnellate di dislocamento e dotata di un potente armamento comprendente due cannoni da 40 mm e otto lanciatori per missili antinave Exocet.

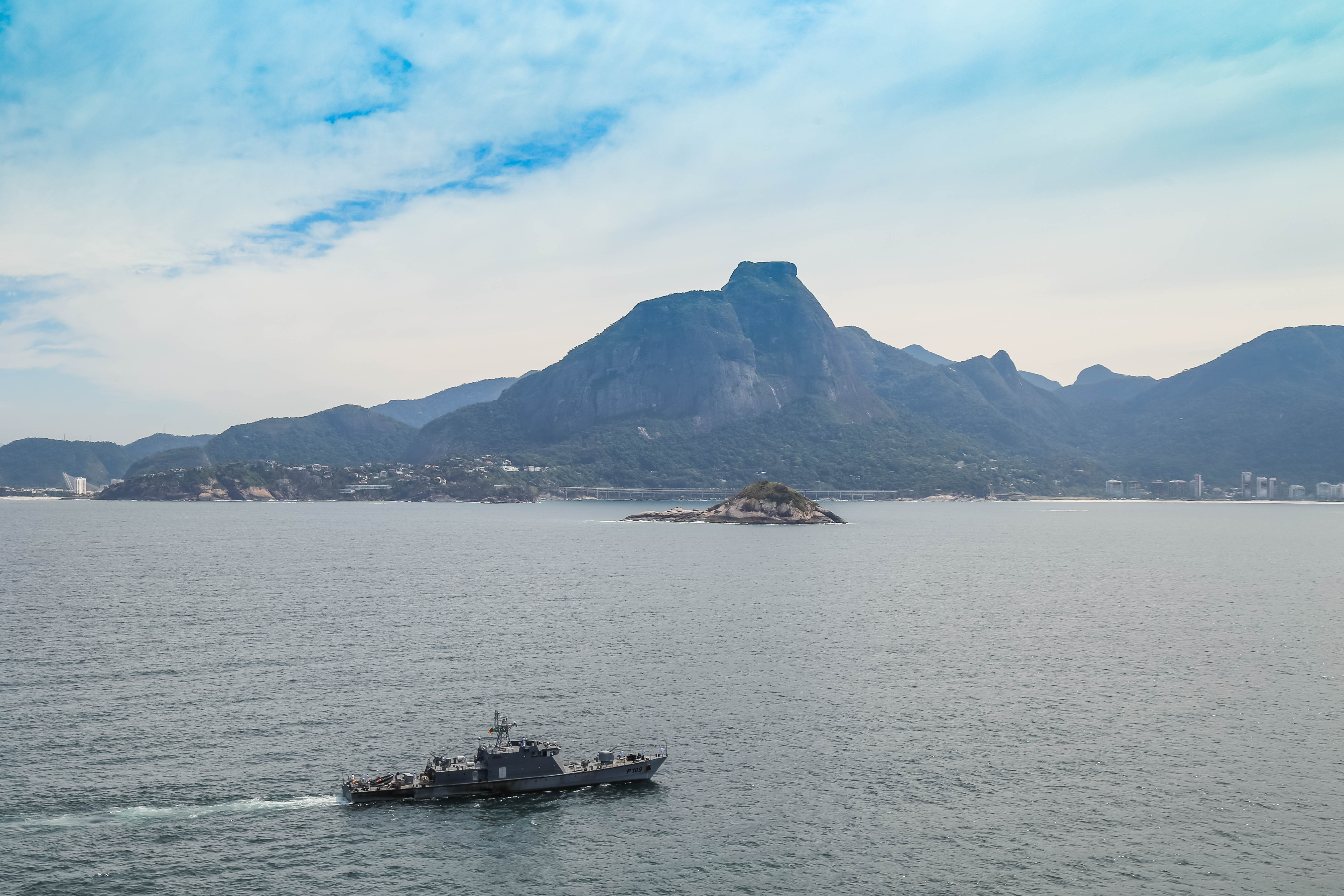
Il pattugliatore camerunese Le Ntem fotografato durante un'esercitazione UNITAS in Brasile nel 2022

La disputa territoriale con la Nigeria circa il possesso della penisola di Bakassi fu infine risolta nel 1994, con un pronunciamento a favore del Camerun della Corte internazionale di giustizia. Scaduta molto in basso circa la destinazione degli stanziamenti militari, la Marine nationale conobbe quindi un periodo di declino negli anni 1990, avviando alla radiazione buona parte del suo naviglio più vecchio; la stessa unità di punta della flotta, la motomissilistica Bakassi, fu declassata a pattugliatore nel 1999 sbarcando gli Exocet e i loro sofisticati apparati di tiro, rimpiazzati da semplici radar di navigazione. Un primo programma di rinnovamento del naviglio si ebbe solo nei primi anni 2000, con l'acquisto dalla Spagna di un lotto di sei moderne motovedette e dalla Cina di un paio di mezzi anfibi da 140 tonnellate di dislocamento. L'aumento dei fenomeni di pirateria nella turbolenta regione del Golfo di Guinea, nonché l'aumento delle incursioni armate del gruppo armato nigeriano Boko Haram nella zona del lago Ciad, portarono nei primi anni 2010 al varo di un più consistente programma di ammodernamento della linea del naviglio camerunese: nel 2012 entrò in servizio il Dipikar, un pattugliatore del 1988 ceduto di seconda mano dalla Francia, mentre tra il 2013 e il 2014 furono quindi acquistate dalla ditta spagnola Aresa quattro moderne motovedette (una delle quali perduta però per naufragio nel 2018) e due mezzi anfibi da impiego costiero. La Cina fornì invece, nello stesso periodo, due grossi pattugliatori da 440 tonnellate di nuovo costruzione (classe Le Ntem), armati con due mitragliere da 37 mm.

## Struttura
Al 2022 la Marine nationale du Cameroun dispone di circa 1500 uomini in servizio attivo, compresi gli effettivi di tre battaglioni di fanteria di marina e una compagnia di forze speciali navali. L'articolazione comprende un quartier generale nella capitale Yaoundé e sei squadriglie operative, suddivise tra due regioni militari interforze: la 2ª Regione militare di Douala, responsabile della costa affacciata sul Golfo di Guinea, e la 3ª Regione militare di Garoua, competente per la frontiera settentrionale compreso l'accesso al lago Ciad. Oltre alla base principale di Douala, dotata anche di un piccolo polo cantieristico per le attività di manutenzione locale, la Marina dispone anche di punti di appoggio secondari nei porti di Kribi e Limbe.